# Chelonus ruficornis
Chelonus ruficornis är en stekelart som först beskrevs av Szepligeti 1913.  Chelonus ruficornis ingår i släktet Chelonus och familjen bracksteklar. Inga underarter finns listade i Catalogue of Life.